# Miguel Ángel López (ciclista)
Miguel Ángel López Moreno (Pesca, Boyacá, 4 de febrero de 1994) es un ciclista profesional colombiano que está libre tras abandonar la disciplina del equipo Team Medellín-EPM tras ser suspendido por dopaje hasta el 24 de julio de 2027.
López se inició en el ciclismo de ruta tardíamente, ya en plena adolescencia; emprendiendo una meteórica carrera en categoría juvenil y sub-23 que lo llevó a ganar a los 20 años el Tour del Porvenir sin tener ninguna experiencia previa en Europa. Tras este triunfo que evidenciaba su talento el equipo Astana lo fichó a partir de 2015. Entre las temporadas 2015 y 2017 con el Astana, ha logrado algunos triunfos de importancia como la Vuelta Suiza y la Milán-Turín en 2016 y dos etapas en la Vuelta a España en 2017: todo ello a pesar de varias caídas y lesiones que han marcado su carrera y limitado su progresión desde el inicio de su carrera profesional. La primera gran vuelta en la que participó fue en la Vuelta a España de 2016, la que debió abandonar por caída. Por su buen desempeño en La Vuelta 2017, que logró terminar, y la marcha inesperada del líder del equipo Fabio Aru fue designado para correr como jefes de filas el Giro de Italia y la Vuelta a España para la temporada 2018. En el Giro logró subir al podio en tercer lugar por detrás de Chris Froome y Tom Dumoulin y adjudicarse la clasificación de mejor joven. El 16 de septiembre de 2020 se hizo con la victoria en la etapa del Tour de Francia con final en Col de la Loze.
El 25 de julio de 2023 fue suspendido de manera provisional por uso y posesión de una sustancia prohibida (Menotropina) de acuerdo con el Código Mundial Antidopaje y las Reglas Antidopaje de la UCI. El 29 mayo del año siguiente fue sancionado por infringir las normas antidopaje sin poder competir hasta el 24 de julio de 2027.

## Biografía
López es el cuarto de siete hermanos de una familia campesina residente en la localidad de Pesca ubicada por encima de los 2600 m s. n. m., en el departamento de Boyacá, cuna de grandes exponentes del ciclismo colombiano. Su primer contacto con la bicicleta fue tardío; a los 15 años empezó a usarla ante la necesidad de asistir a sus estudios. Una vez concluida su educación secundaria empezó a practicar ciclomontañismo, pero poco tiempo; después empezó a practicar ciclismo de ruta participando en competencias locales cuando fue descubierto por el exciclista de ruta colombiano Rafael Acevedo, que compitió en su país y Europa en la década de 1990, quien convencido de sus condiciones fue el artífice de su formación. Inició su trayectoria en ruta como juvenil participando en las ediciones de 2011 y 2012 de la Vuelta del Porvenir carrera para juveniles en Colombia, precisamente en esta última edición inició la racha de caídas y lesiones que han limitado su progresión, al fracturarse la muñeca tras una caída. En 2013 vuelve a tener una accidente días antes de competir en la Vuelta de la Juventud de categoría Sub-23 clasificándose a pesar de ello en cuarta posición. Siendo aquejado también toda la temporada por una lesión de los ligamentos de la rodilla derecha que lo hizo pensar incluso en abandonar el ciclismo. López es apodado "Supermán", no por sus condiciones físicas como pudiera pensarse, sino por defenderse e impedir el robo de su bicicleta ante dos ladrones que lo apuñalaron en una pierna en su época de juvenil.

### 2014

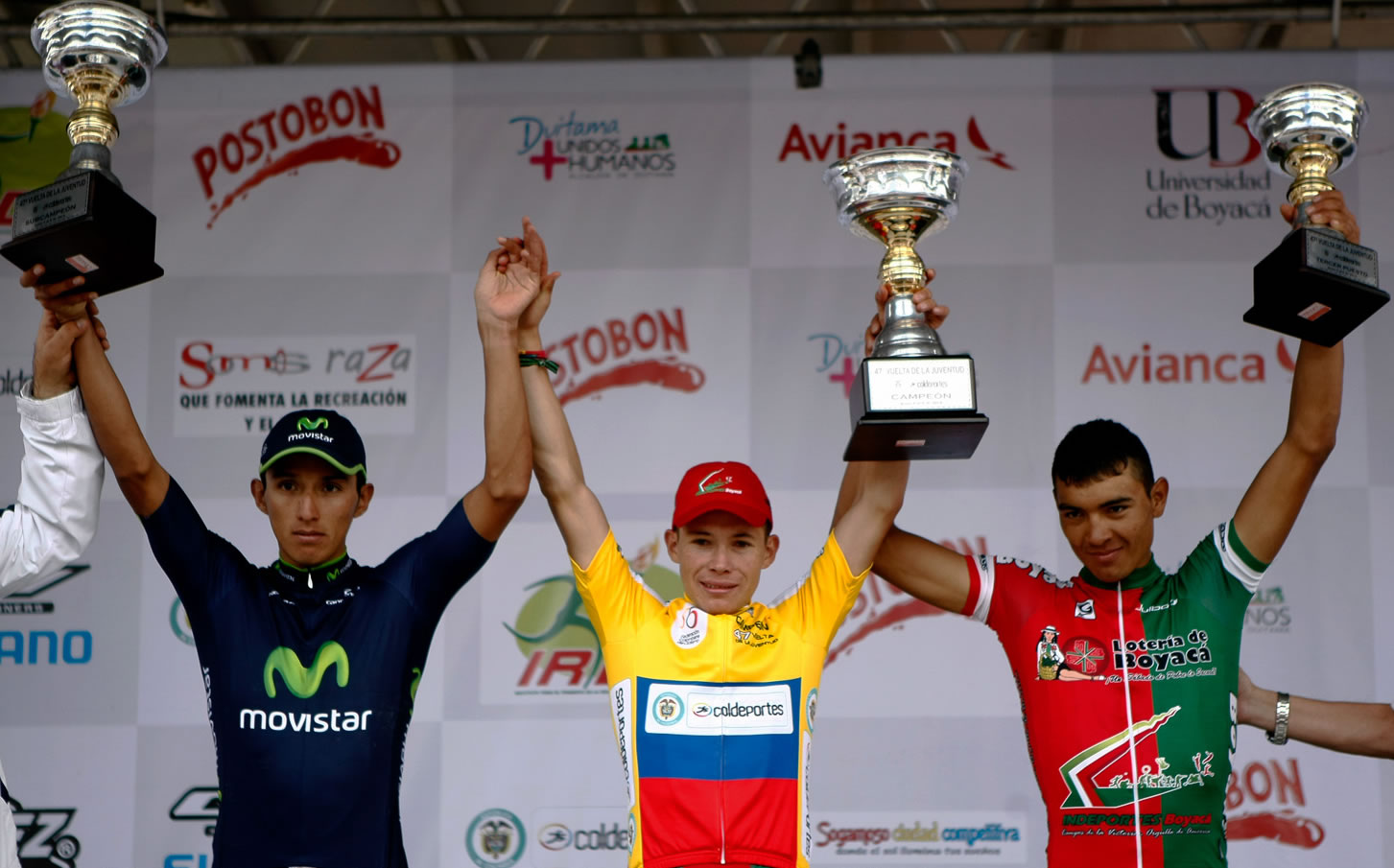
López en el podio de la Vuelta de la Juventud 2014.

Su desempeño en esta temporada no tuvo percances, le significo un salto de calidad y fue la que lo catapultó al profesionalismo. Participó en el Campeonato de Colombia de Ciclismo Contrarreloj con un cuarto lugar, posteriormente con el equipo amateur Indeportes Lotería de Boyacá ganó la competencias Sub-23 Clásica de Samacá más 2 etapas y la Vuelta de la Juventud en el mes de junio. Pero fue en agosto en donde logró el primer gran triunfo de su carrera con su victoria en la general del Tour del Porvenir, ganando además la etapa Reina y la clasificación de la montaña; esto con 20 años de edad y sin ninguna experiencia competitiva en Europa. Tras este triunfo, el equipo Astana se apresuró a hacerse con sus servicios y en septiembre oficializó su contrato por dos temporadas. Su última carrera como amateur fue la Vuelta a Boyacá donde ocupó la tercera posición en la clasificación general y fue mejor sub-23.

### 2015
En su primera temporada en el World Tour empezó compitiendo en el campeonato nacional de ruta de Colombia, quedando en octavo lugar. Luego se trasladó a Europa donde se participó en la Volta a Cataluña que no logró terminar tras una inadecuada preparación que le ocasionó sobrecarga y problemas de rodilla. Tras ese traspiés y una vez recuperado tuvo algunas actuaciones notables, como en el Tour de Turquía, con una segunda posición en la sexta etapa, y en la Vuelta Suiza en la que ocupó una cuarta posición en la etapa reina con llegada al Solden, arribando casi a la par de algunos de los mejores escaladores del WorlTour, y un séptimo lugar en la clasificación general. En agosto, consiguió su primer triunfo como ciclista WorldTour en la cuarta etapa, con llegada en alto, de la Vuelta a Burgos; allí vistió la camiseta de líder que perdió al día siguiente al descolgarse en la llegada a las Lagunas de Neila, aun así quedó cuarto en la clasificación general y se hizo a la clasificación del mejor joven. Finalizó la temporada luego de competir en el Mundial de Ciclismo en Ruta y clásicas como la Milán-Turín y Lombardía aquejado nuevamente por problemas de rodilla que no le permitieron destacarse.

### 2016

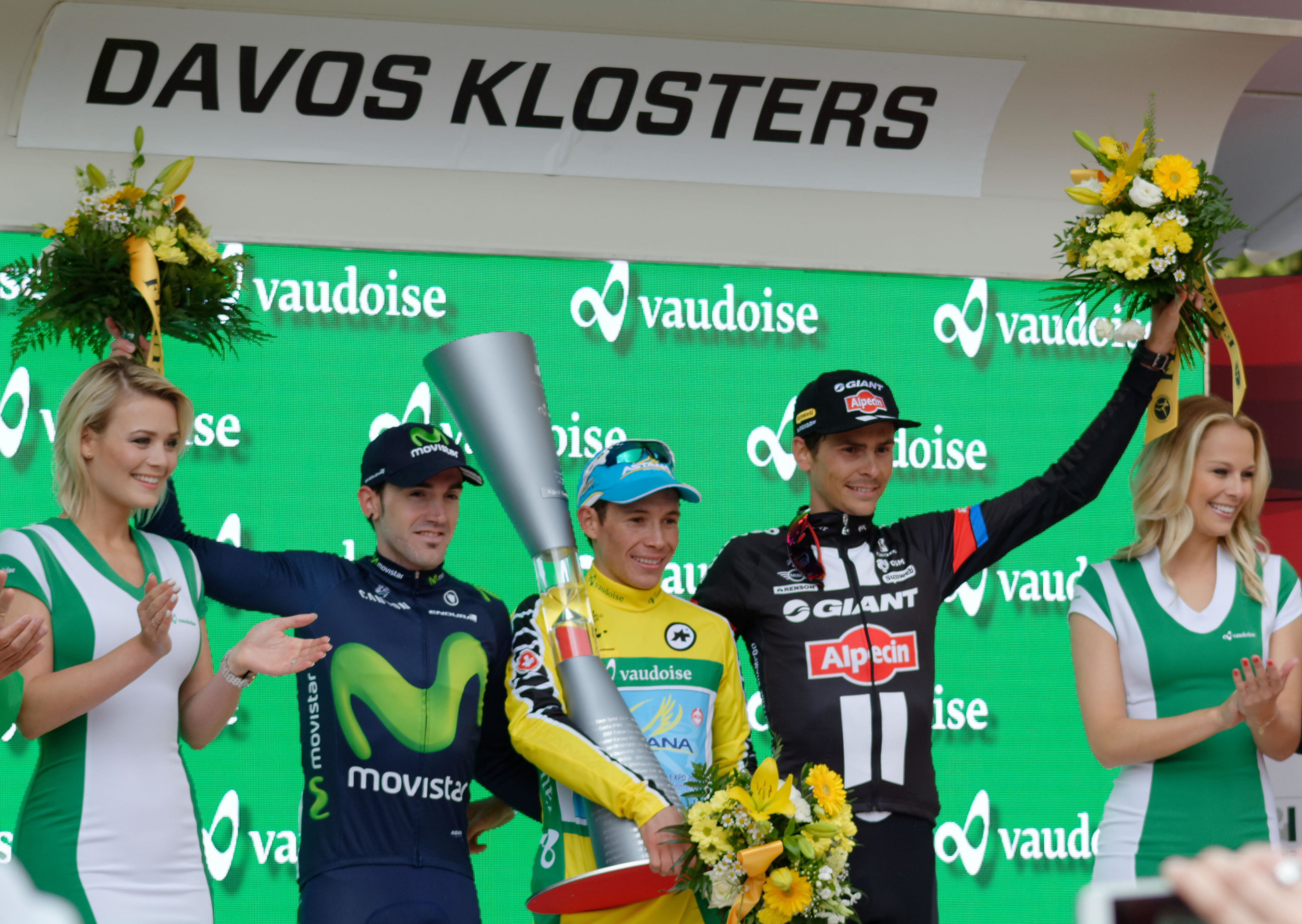
López en el podio de la Vuelta a Suiza 2016.

Inició la temporada en el mes de enero en el Tour de San Luis, ganando la etapa reina, ocupando así el cuarto (4.º) puesto en la general y el primero en la clasificación Sub-23. En marzo estuvo a punto de ganar el Tour de Langkawi privándolo de ello un inoportuno pinchazo en la sexta etapa a la que llegó como líder luego de ganar la cuarta etapa. En marzo y abril compitió en la Volta a Cataluña, al País Vasco y Romandía con discretas actuaciones. Su primer triunfo en la categoría UCI WorldTour fue la victoria en la clasificación general de la Vuelta a Suiza, tras destacarse en las etapas de montaña con un segundo lugar en la etapa reina con llegada al Solden y una gran actuación en la penúltima etapa, una contrarreloj individual en terreno quebrado, en la que también fue segundo y lo catapultó al liderato que defendió con éxito en la última jornada. Este resultado llevó al equipo Astana a renovar su contrato por otros dos años y llevarlo a la Vuelta a España de ese año.
Fue alineado por su equipo para la Vuelta a España en agosto, pero su esperado debut se vio frustrado durante la tercera etapa donde sufrió una fuerte caída que le provocó un traumatismo facial y la pérdida de varias piezas dentales. En la etapa 6, se vio obligado a abandonar debido a una nueva caída y la imposibilidad de alimentarse adecuadamente. Para el mes siguiente consiguió recuperarse participando en varias carreras, incluyendo las clásicas de otoño donde cumplió funciones de gregario. Sin embargo, consiguió en parte compensar el sinsabor en la Vuelta a España con un triunfo de prestigio en la Milán-Turín tras un ataque a cinco kilómetros de meta y encarar el ascenso final. En el mes de noviembre, durante un entrenamiento en Colombia, sufrió una caída que le causó una grave fractura de tibia que le alejaría finalmente de las carreteras por más de seis meses.

### 2017
Para esta temporada, y tras la intempestiva marcha de Fabio Aru al UAE Team Emirates, su equipo pensó en llevarlo al Tour de Francia 2017 una vez se recuperase de su lesión. Con este objetivo llegó a defender su título del año anterior en la Vuelta a Suiza yendo de menos más durante la competencia, cuando una violenta caída le obligó a retirarse, una más en el ya numerosas caídas, lesiones e incidentes durante su carrera. Como consecuencia de esta caída sufrió lesiones en el rostro y una fractura en el pulgar de la mano derecha. A estas alturas ya había sido descartado para participar en el Tour de Francia de ese año, como su equipo lo había planeado, a causa de la tardía recuperación de su lesión de tibia; sin embargo, tras la caída en Suiza fue capaz de recuperarse una vez más para tomar parte de la Vuelta a España. Días antes del inicio de La Vuelta consiguió ganar la etapa reina con llegada en las Lagunas de Neila en la Vuelta a Burgos La misión de López en esta competencia consistía en completar su primer gran vuelta y servir de apoyo en la montaña al italiano Fabio Aru. Tras perder tiempo en las primeras etapas empezó a mostrarse muy fuerte en la montaña logrando ganar dos etapas con llegada en Calar Alto y Sierra Nevada, superando a rivales de la talla de Nibali, Zakarin y Froome. Al final terminó 8° en la Clasificación General, ganando de paso el reconocimiento del periódico As de España al mejor joven de la Vuelta.

### 2018

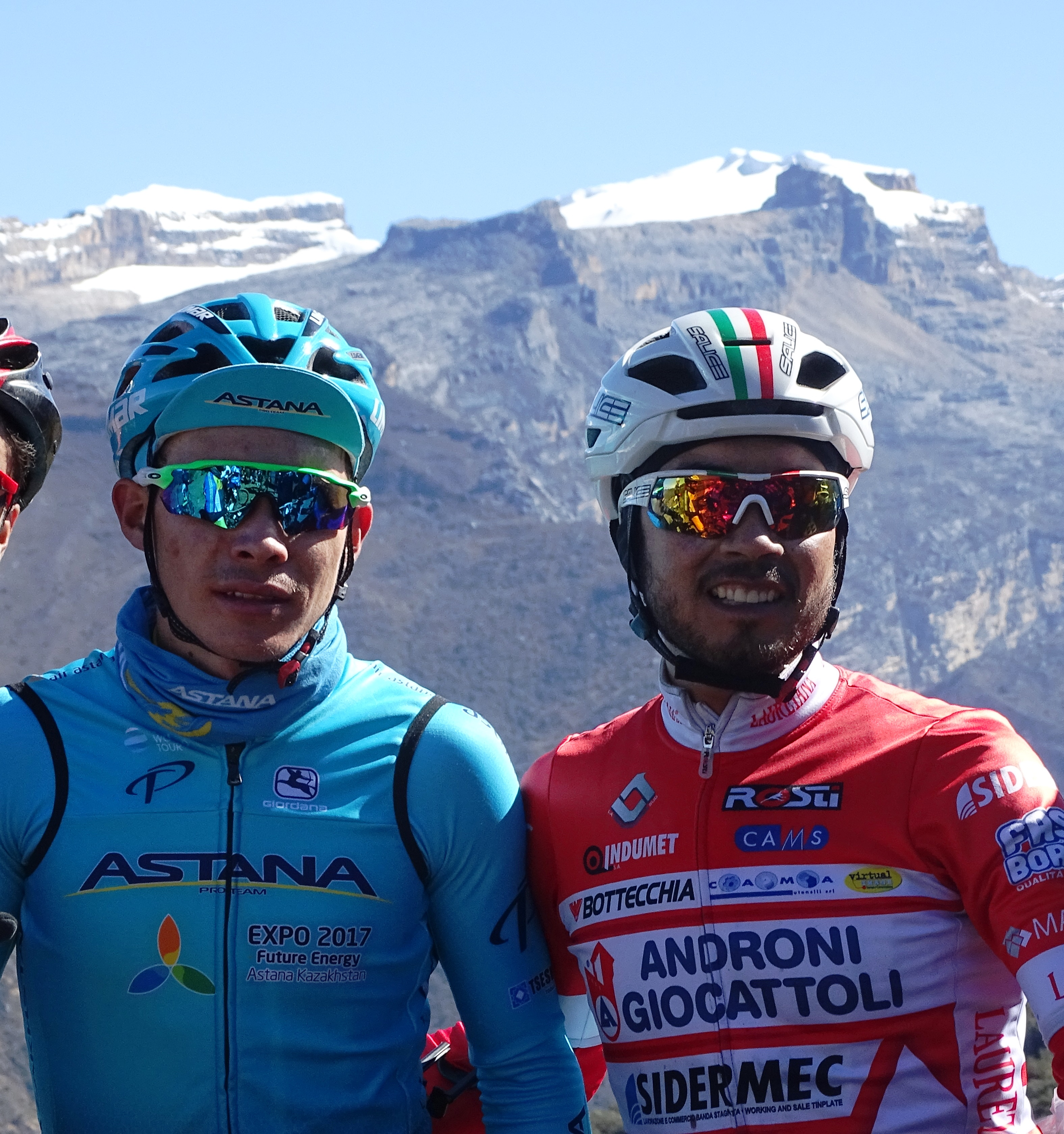
Miguel Ángel López con Rodolfo Torres en Boyacá, Colombia, enero de 2018.

Tras la buena actuación en La Vuelta 2017 el equipo decidió dar por terminada la temporada, no sin antes anunciar que acudiría con López como jefe de filas al Giro de Italia y la Vuelta a España. Con este objetivo inició la temporada participando en los campeonatos nacionales de ciclismo en su país en la modalidad de contrarreloj y ruta; posteriormente compitió en el Tour de Omán, donde consiguió ganar una etapa, la clasificación de los jóvenes y la segunda posición en la clasificación general, y en el Tour de Abu Dhabi donde subió al podio en tercera posición y ganó la clasificación del mejor joven. Siguiendo la preparación de cara al Giro participó en la Tirreno-Adriático y luego en el Tour de los Alpes, donde ganó una etapa y el tercer puesto de la clasificación general.
Como estaba previsto se presentó al Giro de Italia 2018 como líder de una potente escuadra con ciclistas muy experimentados como Luis León Sánchez y Tanel Kangert. Sin embargo su inicio no fue el más afortunado al sufrir una caída durante el reconocimiento del recorrido de la primera etapa, una crono de 9,7 km en las calles de Jerusalén y otra caída durante la quinta etapa, percances que lo distanciaron a varios minutos en la clasificación general. Sin embargo, a lo largo de la competencia su desempeño fue regular, y aunque no logró imponerse en ninguna etapa, al finalizar la carrera en Roma logró subir al podio en el tercer cajón y ganar la clasificación del mejor joven.

### 2023
Fue víctima durante unas horas de un secuestro con robo en septiembre de 2023.

### Suspensión por dopaje
El 25 de julio de 2023, la Unión Ciclista Internacional (UCI) anunció que su Tribunal Antidopaje impuso una sanción de cuatro años de suspensión a Miguel Ángel 'Supermán' López, hasta el 24 de julio de 2027. La sanción se debe a la posesión y uso de menotropina (HMG Lepori, gonadotropina menopáusica humana), una hormona prohibida por sus efectos anabolizantes, durante el Giro de Italia de 2022. La decisión puede ser apelada ante el Tribunal Arbitral del Deporte (TAS).
La sanción se originó a partir de una investigación de la Agencia Internacional de Controles (ITA), basada en pruebas de la Guardia Civil española y la Organización Española Antidopaje (CELAD) en la Operación Ílex, relacionada con el Dr. Marcos Maynar. La investigación reveló conversaciones de WhatsApp entre Maynar, Vicente Belda (exdirector y masajista del equipo Astana) y su hijo, mostrando el envío de Menotropina a Budapest para ser aplicada a López antes del inicio del Giro de Italia de 2022. La Guardia Civil interceptó el envío y verificó que contenía la sustancia prohibida. El uso de la hormona presuntamente resultó en problemas físicos que llevaron a la retirada de López en la cuarta etapa del Giro provocada por el uso del medicamento.
Sin embargo, el Tribunal Arbitral del Deporte (TAS) desestimó dicho argumento luego de escuchar los testimonios de varios médicos del equipo Astana, de 'Supermán' López y de algunos expertos del ciclismo. Los informes concluyeron que no hay pruebas contundentes para comprobar que el pedalista colombiano utilizó dicho medicamento prohibido por la UCI, o que la lesión sufrida que lo obligó a abandonar el Giro fue por el uso indebido de esta sustancia.
El pedalista cafetero estaba a la expectativa de lo que pudiera suceder con su caso y cuando creía que todo estaba dado para que se levantara la investigación para poder volver a las competencias, el 29 de mayo de 2024 el Tribunal Arbitral del Deporte (TAS) ha declarado culpable a Miguel Ángel López por infracción a las normas antidopaje con una sanción sin competir hasta el 24 de julio de 2027.

## Palmarés
| 2014 - Vuelta de la Juventud de Colombia, más 1 etapa - Tour del Porvenir, más 1 etapa 2015 - 1 etapa de la Vuelta a Burgos 2016 - 1 etapa del Tour de San Luis - 1 etapa del Tour de Langkawi - Vuelta a Suiza - Milán-Turín 2017 - 1 etapa de la Vuelta a Austria - 1 etapa de la Vuelta a Burgos - 2 etapas de la Vuelta a España, más premio de los jóvenes 2018 - 1 etapa del Tour de Omán - 1 etapa del Tour de los Alpes - 3.º en el Giro de Italia, más clasificación de los jóvenes - 1 etapa de la Vuelta a Burgos - 3.º en la Vuelta a España 2019 - 2.º en el Campeonato de Colombia Contrarreloj - Tour Colombia - Volta a Cataluña, más 1 etapa - Clasificación de los jóvenes del Giro de Italia - Premio de la combatividad de la Vuelta a España | 2020 - 1 etapa de la Vuelta al Algarve - 1 etapa del Tour de Francia 2021 - Vuelta a Andalucía, más 1 etapa - Mont Ventoux Dénivelé Challenge - 1 etapa de la Vuelta a España 2022 - 1 etapa del Tour de los Alpes 2023 - Vuelta a San Juan, más 1 etapa - Campeonato de Colombia Contrarreloj - 2 etapas de la Vuelta Bantrab - 2.º en el Campeonato Panamericano Contrarreloj - 1 etapa del Tour de Gila - Tour de Catamarca Internacional, más 1 etapa - 1 etapa del Joe Martin Stage Race - Vuelta a Colombia, más 9 etapas - Juegos Centroamericanos y del Caribe Contrarreloj - 2.º en los Juegos Centroamericanos y del Caribe en Ruta |

## Resultados

### Grandes Vueltas
| Carrera | Carrera         | 2015 | 2016 | 2017 | 2018 | 2019 | 2020 | 2021 | 2022 | 2023 |
| ------- | --------------- | ---- | ---- | ---- | ---- | ---- | ---- | ---- | ---- | ---- |
|         | Giro de Italia  | —    | —    | —    | 3.º  | 7.º  | Ab.  | —    | Ab.  | —    |
|         | Tour de Francia | —    | —    | —    | —    | —    | 6.º  | Ab.  | —    | —    |
|         | Vuelta a España | —    | Ab.  | 8.º  | 3.º  | 5.º  | —    | Ab.  | 4.º  | —    |

### Vueltas menores
| Carrera | Carrera                | 2015 | 2016 | 2017 | 2018 | 2019 | 2020 | 2021 | 2022 |
| ------- | ---------------------- | ---- | ---- | ---- | ---- | ---- | ---- | ---- | ---- |
|         | París-Niza             | —    | —    | —    | —    | 28.º | —    | —    | —    |
|         | Tirreno-Adriático      | —    | —    | —    | 16.º | —    | —    | —    | 21.º |
|         | Volta a Cataluña       | Ab.  | 42.º | —    | —    | 1.º  | X    | —    | —    |
|         | Vuelta al País Vasco   | —    | 20.º | —    | —    | —    | X    | —    | —    |
|         | Tour de Romandía       | —    | Ab.  | —    | —    | —    | X    | —    | —    |
|         | Critérium del Dauphiné | —    | —    | —    | —    | —    | 5.º  | 6.º  | —    |
|         | Vuelta a Suiza         | 7.º  | 1.º  | Ab.  | —    | —    | X    | —    | —    |
|         | Tour de Polonia        | —    | —    | —    | —    | 40.º | —    | —    | —    |

### Clásicas y Campeonatos
| Carrera                  | Carrera                  | 2015 | 2016 | 2017          | 2018          | 2019          | 2020          | 2021 | 2022 | 2023 |
| ------------------------ | ------------------------ | ---- | ---- | ------------- | ------------- | ------------- | ------------- | ---- | ---- | ---- |
| Strade Bianche           | Strade Bianche           | —    | —    | —             | —             | —             | —             | —    | Ab.  |      |
| Clásica San Sebastián    | Clásica San Sebastián    | 96.º | —    | —             | 96.º          | —             | X             | —    | —    |      |
|                          | Giro de Lombardía        | Ab.  | Ab.  | —             | —             | —             | —             | —    | —    |      |
| JJ. OO. (Ruta)           | JJ. OO. (Ruta)           | ND   | Ab.  | No se disputó | No se disputó | No se disputó | No se disputó | —    | ND   |      |
| Mundial en Ruta          | Mundial en Ruta          | Ab.  | —    | —             | Ab.           | —             | 41.º          | —    | —    |      |
| Colombia en Ruta         | Colombia en Ruta         | 8.º  | —    | —             | 16.º          | 32.º          | —             | —    | —    | 17.º |
| Colombia en Contrarreloj | Colombia en Contrarreloj | —    | 4.º  | —             | 8.º           | 2.º           | —             | —    | —    | 1.°  |

—: No participa

Ab.: Abandona

X: No se disputó

## Equipos
- Indeportes–Lotería de Boyacá (2014)
- Astana Pro Team (2015-2020)
- Movistar Team[39] (2021)
- Astana Qazaqstan Team (2022)
- Team Medellín-EPM (2023)